# Правовая экспертная система
Правовая (юридическая) экспертная система — предметно-ориентированная экспертная система, которая использует искусственный интеллект для эмуляции работы эксперта в области права в части принятия решений.:172 Юридические экспертные системы используют базы правил и базы знаний и механизм вывода для накопления, реферирования и получения экспертных знаний по конкретным предметам в правовой области.

## Задачи
Было высказано предположение, что юридические экспертные системы могут помочь сориентироваться в быстро растущем потоке правовой информации и решений, который стали усиливаться с конца 1960-х годов. Многие из ранних юридических экспертных систем были созданы в 1970-х годах:179 и 1980-х годах.:928
Изначально в качестве первичных целевых пользователей правовых экспертных систем были определены юристы.:3 Потенциальная мотивация использования таких систем:
- быстрое предоставление юридических консультаций;
- сокращение времени, затраченного в повторяющиеся, трудоёмкие правовые задачи;
- развитие методов управления знаниями, не зависящих от персонала;
- сокращение накладных расходов и затрат на рабочую силу, более высокая доходность для юридических фирм;
- снижение тарифов для клиентов.[5]:439

Некоторые ранние разработки также были ориентированы на создание автоматизированных судей.:386
Позже в ходе работы над правовыми экспертными системами были осознаны потенциальные выгоды для лиц, не являющихся юристами: в качестве новых средств доступа к юридическим знаниям.:4
Правовые экспертные системы могут также поддерживать административные процессы, облегчать процесс принятия решений, автоматизировать анализ на основе правил и обмениваться информацией напрямую с гражданами-потребителями.

## Типы

### Архитектурные вариации
Основанные на правилах экспертные системы опираются на модели дедуктивного рассуждения, использующие правила «если A, то B». Информация в системе представлена в форме дедуктивных правил в рамках базы знаний.
Модели, построенные на рассуждениях на основе прецедентов, которые хранят примеры или случаи и оперируют ими, способны эмулировать мыслительный процесс, используя аналогии, что хорошо подходит для области права. Эта модель эффективно опирается на известный опыт решений по аналогичным проблемам.:5
Нейронная сеть полагается на компьютерную модель, которая имитирует структуру человеческого мозга, и работает очень похожим образом, что и предыдущая модель. Нейронная сеть способна распознавать и классифицировать закономерности в области правовых знаний и иметь дело с неточными вводными.:18
Модели с нечёткой логикой пытаются создать «нечёткие» концепции или объекты, которые затем могут быть преобразованы в количественные термины или правила, которые индексируются и извлекаются системой:18–19. В правовой области нечёткая логика может быть использована в моделях, основанных на правилах, и в моделях, построенных на рассуждениях на основе прецедентов.

### Теоретические вариации
В то время как некоторые архитекторы правовых экспертных систем приняли очень практичный подход, применяя научные способы аргументации в рамках данного набора правил или прецедентов, другие выбрали более широкий философский подход, вдохновленный правоведческими рассуждениями, исходящими от признанных теоретиков права :183.

### Функциональные вариации
Некоторые юридические экспертные системы стремятся прийти к определённому заключению в законе, в то время как другие предназначены, чтобы предсказать тот или иной исход. Прогностические системы предсказывают судебные решения, стоимость дела или результат судебного разбирательства:932.

## Распространение
Многие формы правовых экспертных систем широко используются и принимаются как юридическим сообществом, так и потребителями юридических услуг.

## Проблемы

### Проблемы с рабочей областью
Изначальная сложность права как дисциплины обуславливает непосредственные трудности для инженеров по знаниям, занимающихся юридическими экспертными системами. Правовые задачи часто включают взаимосвязанные факты и проблемы, что ещё больше увеличивает сложность.
Фактическая неопределенность может также возникать при наличии спорных версий представлений фактов, которые должны быть введены в экспертную систему для начала процесса рассуждения:4.

### Компьютеризированные решения проблем
Ограничения большинства компьютеризированных методов решения проблем препятствуют успеху многих экспертных систем в правовой области. Экспертные системы обычно полагаются на дедуктивные модели рассуждений, которые испытывают трудности в определении весовых коэффициентов определённых принципов права или важности прецедентов, которые могут повлиять или не повлиять на решение в данном конкретном случае или в данном контексте.

### Представительство юридических знаний
Экспертные юридические знания могут быть трудны для представления и формализации в структуре экспертной системы. Для инженеров по знаниям вызовы включают в себя:
- Открытые текстуры: закон редко применяется точно к конкретным фактам, а точные результаты редко бывают определёнными. Статуты могут толковаться в соответствии с различными лингвистическими интерпретациями, в зависимости от прецедентов или других контекстуальных факторов, включая представление о справедливости конкретного судьи[5]:4.
- Балансировка рассуждений: многие аргументы связаны с соображениями или рассуждениями, которые нелегко представить логически. Например, многие конституционные правовые вопросы, как утверждается, независимо уравновешивают хорошо обоснованные соображения государственных интересов в отношении индивидуальных прав.[15] Такое балансирование может опираться на сверх-правовые соображения, которые может быть трудно логически встроить в экспертную систему.
- Неопределенность правовых рассуждений: на состязательной арене права принято иметь два сильных аргумента в одной точке. Определение «правильного» ответа может зависеть от большинства голосов судей-экспертов, как в случае апелляции[6]:386–387.

### Время и эффективность затрат
Создание функционирующей экспертной системы требует значительных инвестиций в архитектуру программного обеспечения, экспертизу предметной области и инженерию знаний. Столкнувшись с этими проблемами, многие системные архитекторы ограничивают рабочую область с точки зрения предмета и юрисдикции. Следствием такого подхода является создание узконаправленных и географически ограниченных юридических экспертных систем, которые трудно обосновать в плане затрат и выгод:5.

### Отсутствие корректности результатов или решений
Правовые экспертные системы могут приводить пользователей, не являющихся экспертами, к неправильным или неточным результатам и решениям. Эта проблема может осложняться тем, что пользователи могут излишне полагаться на правильность или достоверность результатов или решений, генерируемых такими системами.

## Примеры
ASHSD-II представляет собой гибридную правовую экспертную систему, которая сочетает основанную на правилах и основанную на прецедентных рассуждениях модели в споров о супружеской собственности в соответствии с английским законодательством:49.
CHIRON представляет собой гибридную правовую экспертную систему, которая сочетает основанную на правилах и основанную на прецедентных рассуждениях модели для поддержки деятельности по налоговому планированию в соответствии с налоговым законодательством Соединенных Штатов и кодексами.
JUDGE — основанная на правилах правовая экспертная система, которая работает с вынесением приговоров в уголовном праве за преступления, связанные с убийством, нападением и непредумышленным убийством.:51
The Latent Damage Project — основанная на правилах правовая экспертная система, которая занимается сроками исковой давности в соответствии с Законом 1986 года о скрытом ущербе (UK) в отношении законодательства о деликтных, контрактных и товарных обязательствах.
Split Up — базирующаяся на правилах юридическая экспертная система, которая помогает в разделении супружеского имущества в соответствии с Семейным законом Австралии от 1975 года.
SHYSTER — экспертная система на основе прецедентов, которая также может функционировать как гибрид благодаря способности связываться с моделями, основанными на правилах. Была разработана для размещения нескольких юридических доменов, включая аспекты австралийского законодательства об авторском праве, договорном праве, личной собственности и административном праве.
TAXMAN — основанная на правилах система, которая способна представлять базовую форму юридического обоснования, классифицируя случаи в соответствии с определённой категорией нормативных правил в области права, касающегося корпоративной реорганизации.:837

## Споры
Отсутствует консенсус относительно того, что отличает правовую экспертную систему от системы, основанной на знаниях (также называемой интеллектуальной системой, основанной на знаниях). В то время как правовые экспертные системы призваны функционировать на уровне человека-эксперта по правовым вопросам, основанные на знаниях системы могут зависеть от непосредственного участия человека-эксперта. Истинные правовые экспертные системы обычно сосредоточены на узкой области знания, а не на более широкой и менее конкретной области, как большинство систем, основанных на знаниях:1.
Правовые экспертные системы представляют потенциально разрушительные технологии для традиционной доставки юридических услуг «под заказ». Таким образом, практикующие юристы могут рассматривать их как угрозу для своего бизнеса:2.
Были высказаны аргументы в пользу того, что неспособность принимать во внимание различные теоретические подходы к принятию правовых решений приведёт к созданию экспертных систем, которые не будут отражать истинный характер принятия решений.:190 Между тем, некоторые архитекторы правовых систем утверждают, что, поскольку многие юристы обладают квалифицированными навыками правовых рассуждения без основательной базы в правовой теории, то же самое должно быть справедливо и для правовых экспертных систем:190  Meanwhile, some legal expert system architects contend that because many lawyers have proficient legal reasoning skills without a sound base in legal theory, the same should hold true for legal expert systems.:pp.6–7.
Поскольку правовые экспертные системы применяют точность и научную строгость к акту принятия правовых решений, их можно рассматривать как вызов более дезорганизованной и менее точной динамике традиционных правовых норм юридического обоснования:839. Некоторые комментаторы также утверждают, что истинный характер юридической практики не всегда зависит от анализа правовых норм или принципов; вместо этого решения основываются на ожидании того, что решит человек-судья по конкретному делу:930.

## Последние события
С 2013 года в области правовых экспертных систем произошли значительные изменения. Профессор Танина Ростейн из школы права Джорджтаунского университета читает курс проектирования юридических экспертных систем. Такие компании, как Neota Logic начали предлагать правовые экспертные системы на основе искусственного интеллекта и машинного обучения.